# Нижня Тавда
Нижня Тавда (рос. Нижняя Тавда) — село в Тюменській області Росії, адміністративний центр Нижньотавдинського району.
Населення села становить 6846 осіб (2019 рік).

## Географія
Розташоване за 80 км на північний схід від Тюмені на правому березі річки Тавди (притока річки Тобол).

## Історія

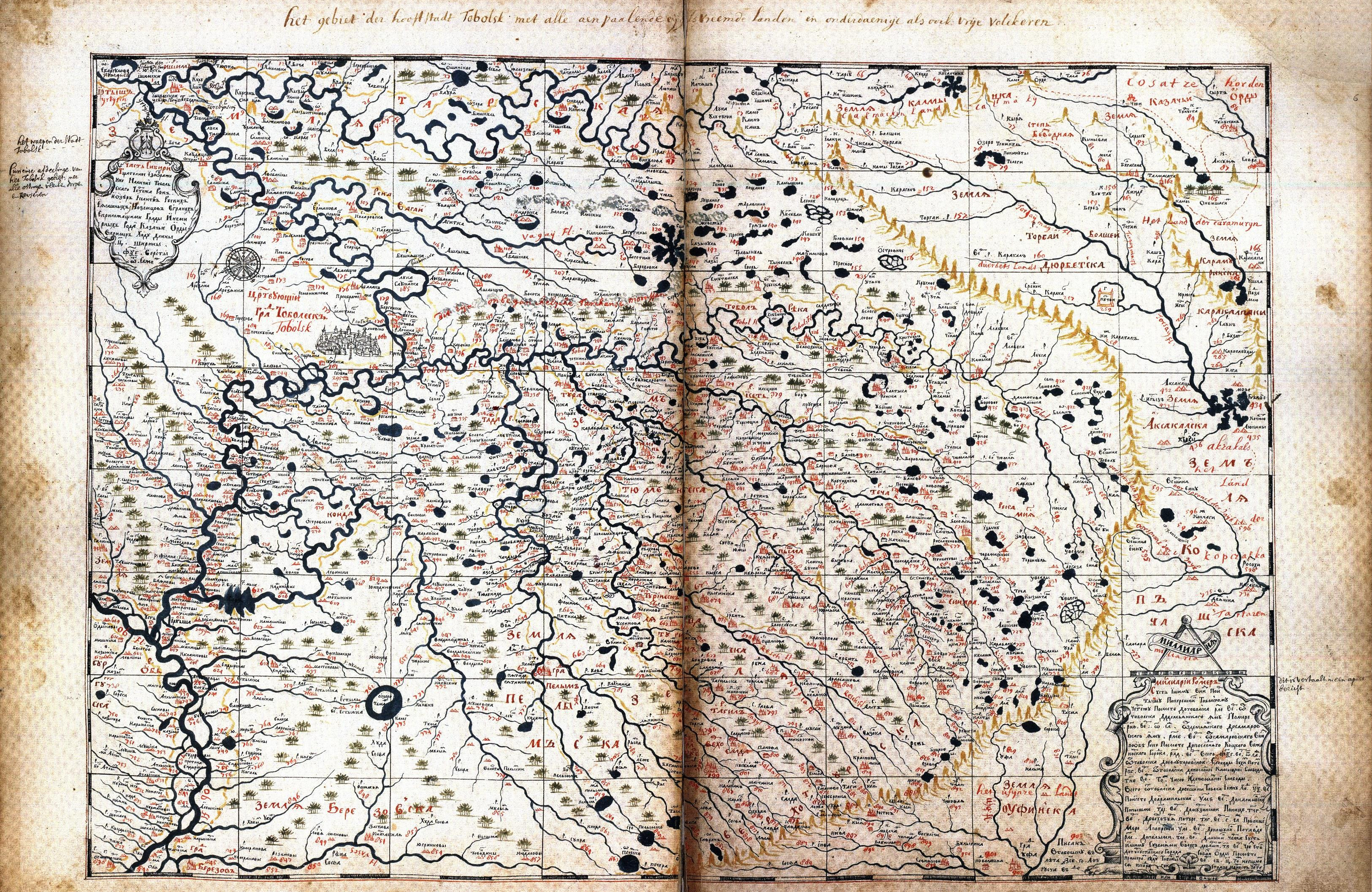
Тавдинське на річці Тавда. У центрі карти Ремезова

Існують свідоцтва того, що Нижньотавдинський край був заселений ще в глибоку давнину. На це вказують археологічні розкопки — стародавні кургани, городища, фортеці у сіл Єрьомін, Дев'яткова, Елань та ін. Деякі з них відносяться до початку 2 тисячоліття до н. е.
Поселення засноване в 1620 році як Тавдинська слобода митрополита Тобольського.
Тавдинське на річці Тавда відзначено на карті С. У. Ремезова 1701 року.
У 1965 році отримано статус селища міського типу. У 1991 році селище перетворене знову на село.